# Signal (revista)
Signal fue una revista ilustrada, de carácter propagandístico, editada por la Alemania nazi durante la Segunda Guerra Mundial, entre 1940 y 1945. La revista, de publicación quincenal, trataba principalmente sobre el desarrollo de la guerra en los diferentes frentes así como otros temas (ciencia, cultura, sociedad, etcétera). Sus fotografías en color de alta calidad eran excepcionales para la época, alcanzando una gran difusión. Fue editada por Deutscher Verlag.

## Historia

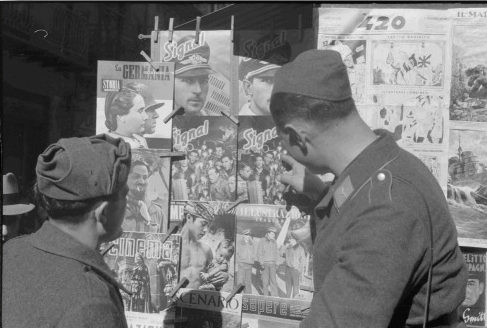
Ejemplares de la revista Signal en un quiosco de Palermo (Italia). Verano de 1941.

La revista fue creada en abril de 1940 por el coronel Hasso von Wedel, jefe de la Oficina de Propaganda de la Wehrmacht. Signal nació originalmente como suplemento del semanario gráfico Berliner Illustrirte Zeitung, y quedó fuera del control del Ministerio de Propaganda de Joseph Goebbels. El título no se escogió al azar, ya que la palabra Signal se escribe igual en inglés, alemán y francés y aparece de modo bastante similar en otros muchos idiomas (Signalet en danés, Señal en español, Signaal en flamenco, Sinal en portugués, Signaali en finés, Segnale in italiano...) y en todos tiene el mismo significado. La edición en español nació en enero de 1941.
La revista tenía un gran formato, con unas dimensiones de 26 x 37 cm, y su tamaño oscilaba en torno a unas cuarenta páginas.
Editada por la empresa Deutscher Verlag AG, llegaría a difundirse en más de veinte países, primero en los ocupados por la Alemania nazi, pero luego también en los Estados Unidos de América, la España franquista, Oriente Medio, etc. Signal llegó a editarse en 26 idiomas, con edición en ruso desde 1942, pero conservando siempre parte del texto en alemán. La revista constaba de una parte común a todas las versiones, que contenía información general, y de un apartado local propio de cada país. Hacia 1943 la revista, que ya era publicada en varios idiomas y países, alcanzó una tirada de 2,5 millones de ejemplares.

## Influencia
Sus fotografías, de gran calidad, tienen un gran valor documental, habiendo servido además de inspiración para series como Hazañas Bélicas (1948-1958) de Boixcar.
La revista italiana Tempo, editada por el Ministerio de Cultura Popular, constituyó la contraparte de la Italia fascista a Signal.